# بوریس گروموف
بوریس گروموف (روسی: Бори́с Все́володович Гро́мов؛ زادهٔ ۷ نوامبر ۱۹۴۳) فرد نظامی اهل روسیه است.

## جنگ شوروی در افغانستان
او فرمانده لشکر ۴۰ ارتش سرخ در جنگ شوروی در افغانستان بود و پنج سال در افغانستان خدمت کرد. در زمان او نیروهای شوروی از افغانستان خارج شدند. ژنرال گروموف همچنین آخرین نیروی شوروی بود که افغانستان را با پای پیاده ترک کرد. او در مصاحبه‌ای از حضور شوروی در افغانستان دفاع کرد و گفت که: ارتش سرخ شکست نخورد، بلکه به خواست خود و در توافق و با سربلندی افغانستان را ترک کرد.

## جوایز
وی همچنین برندهٔ جوایزی همچون قهرمان اتحاد شوروی، نشان پرچم سرخ، و نشان لنین شده‌است.